# Diaphorus apicalis
Diaphorus apicalis är en tvåvingeart som beskrevs av Meijere 1910. Diaphorus apicalis ingår i släktet Diaphorus och familjen styltflugor. Inga underarter finns listade i Catalogue of Life.